# 66-й артиллерийский корпус
66-й артиллерийский корпус (сокр. 66 АртК, в/ч 30004) — оперативно-тактическое объединение (корпус) Сухопутных войск СССР. Создан в 1990 году.
Объединение дислоцировалось в западных областях Украинской ССР и находилось в составе Прикарпатского военного округа.

## История
66-й артиллерийский корпус являлся единственным, на момент создания, подобным объединением в Советской армии. Все советские артиллерийские корпуса, участвовавшие в ВОВ, были расформированы в период 1945—1953 гг.
Управление 66-го артиллерийского корпуса было создано в селе Новые Белокоровичи 1 сентября 1990 года в Прикарпатском военном округе на базе расформированной 50-й ракетной дивизии 43-й ракетной армии. Ему подчинили 26-ю и 81-ю артиллерийские дивизии. Кроме того, имелись части корпусного подчинения, в числе которых другие артиллерийские соединения и части.

## Состав
- Штаб корпуса (г. Нестеров);
- 26-я артиллерийская Сивашско-Штеттинская дважды Краснознамённая, ордена Суворова дивизия (г. Тернополь) — 48 Д-30, 96 2А65 Мста-Б, 47 9А52 «Смерч»;
- 81-я артиллерийская дивизия (г. Виноградов) — 48 Д-20, 48 2А65 «Мста-Б», 48 9П140 «Ураган».[5]
- 177-я ракетная бригада;
- 188-я тяжёлая гаубичная артиллерийская бригада;
- 440-й разведывательный артиллерийский полк;
- 980-й противотанковый артиллерийский полк (г. Нестеров);
- 1048-я база хранения имущества (г. Турка);
- 1596-я база хранения имущества (г. Жмеринка) (1 Р-145БМ) — 72-я артиллерийская дивизия кадра до 1 декабря 1987, затем до 1989 701-й ТУЦ;
- 382-я артиллерийская ремонтная мастерская;